# Cantone di Saint-Jean-de-Losne
Il Cantone di Saint-Jean-de-Losne era una divisione amministrativa dell'arrondissement di Beaune.
A seguito della riforma approvata con decreto del 18 febbraio 2014, che ha avuto attuazione dopo le elezioni dipartimentali del 2015, è stato soppresso.

## Composizione
Comprendeva i comuni di:
- Aubigny-en-Plaine
- Brazey-en-Plaine
- Charrey-sur-Saône
- Échenon
- Esbarres
- Franxault
- Laperrière-sur-Saône
- Losne
- Magny-lès-Aubigny
- Montagny-lès-Seurre
- Montot
- Saint-Jean-de-Losne
- Saint-Seine-en-Bâche
- Saint-Symphorien-sur-Saône
- Saint-Usage
- Samerey
- Trouhans